# باتريك دي باولا
باتريك دي باولا (بالبرتغالية: Patrick de Paula‏) هو لاعب كرة قدم برازيلي في مركز الوسط، ولد في 8 سبتمبر 1999 في ريو دي جانيرو في البرازيل. لعب مع نادي بالميراس.

## وصلات خارجية
- باتريك دي باولا على موقع قاعدة بيانات كرة القدم.إي يو (الإنجليزية)
- باتريك دي باولا على موقع ليكيب (الفرنسية)
- باتريك دي باولا على موقع Soccerway.com (الإنجليزية)